# Евтеев, Николай Петрович
Николай Петрович Евтеев (2 мая 1912, Рязанская губерния — 5 января 2002, Тула) — мастер Тульского машиностроительного завода Министерства оборонной промышленности СССР. Герой Социалистического Труда (28.07.1966).

## Биография
Родился 2 мая 1912 года в Рязанской губернии (ныне — в Рязанской области).
На протяжении многих лет трудился участковым мастером инструментально-производственного цеха на Тульском машиностроительном заводе, ныне АО «Акционерная компания „Тулмашзавод“». Николай Петрович один из разработчиков мерительного режущего инструмента, штампов и пресс-форм, которые используются при изготовлении оружия.
В годы Великой Отечественной войны завод эвакуировали, Евтеев отправился работать вместе с ним на Урал. Лишь в 1946 году он вернулся в Тулу.
Закрытым Указом Президиума Верховного Совета СССР от 28 июля 1966 года ему присвоено звание Герой Социалистического Труда с вручением ордена Ленина и золотой медали «Серп и Молот».
Жил в городе Тула. Умер 5 января 2002 года. Похоронен на Тульском городском кладбище № 1.

## Награды
- Герой Социалистического Труда (28.07.1966)
- Орден Ленина (1966)